# Андреев, Анатолий Андреевич (военный)
Анато́лий Андре́евич Андре́ев (25 июля 1911 — 8 июля 1991) — участник Советско-финской и Великой Отечественной войн, наводчик орудия 816-го артиллерийского полка (281-я стрелковая дивизия, 2-я ударная армия, 2-й Белорусский фронт), младший сержант — на момент представления к награждению орденом Славы 1-й степени.

## Биография
Родился 25 июля 1911 года в деревне Селятино, ныне Псковского района Псковской области, в семье рабочего. Русский. Окончил 4 класса. Трудился кровельщиком в домоуправлении города Пушкин Ленинградской области, кладовщиком комбината обслуживания Пушкинского гарнизона.
В Красной Армии в 1936—1940 годах. Участник войны с Финляндией 1939—1940 годов.
В июне 1941 года был вновь призван в армию. Был зачислен в формирующуюся в Ленинградском военном округе 291-ю стрелковую дивизию. Весь боевой путь прошёл в 816-м артиллерийском полку этой дивизии, от повозочного до наводчика орудия.
В боях с захватчиками участвовал с августа 1941 года. Красноармеец Андреев отличился уже в первых боях. 16 августа, будучи повозочным, на одних коренных лошадях вывез орудие из-под огня. Вскоре уже работал в составе расчёта как заряжающий. За короткое время довёл свою работу до полного автоматизма, благодаря его действиям толков феврале 1942 года расчёт уничтожил 103 гитлеровца. В бою 18 марта 1942 года красноармеец Андреев вновь отличился. Когда во время авианалета загорелся ящик со снарядами, он, рискуя жизнью, бросился к горящему ящику и погасил пламя, тем самым предупредил взрыв. За это поступок награждён медалью «За отвагу».
В январе 1944 года 281-я стрелковая дивизия в составе Волховского фронта участвовала в Новгородско-Лужской операции, прорвала вражескую оборону северо-западнее города Любань (Ленинградская область). В этих боях ефрейтор Андреев был уже наводчиком орудия и заслужил первый боевой орден.
17 января 1944 года при прорыве укреплённой полосы обороны противника северо-западнее города Любань со своим расчётом, находился в боевых порядках пехоты, огнём прямой наводкой уничтожал огневые точки врага. В этих боях уничтожил пушку, 4 пулемёта, 2 дзота и более 10 солдат противника. 23 января с расчётом отбил контратаку вражеской пехоты.
Приказом по частям 281-й стрелковой дивизии от 14 апреля 1944 года (№ 10) ефрейтор Андреев Анатолий Андреевич награждён орденом Славы 3-й степени.
В мае 1944 года, после недолгого отдыха, дивизия была переброшена на Карельский перешеек, где с 10 июня 1944 года в составе Ленинградского фронта принимала участие в Выборгской наступательной операции.
В период боевых действий полка по прорыву обороны противника младший сержант Андреев проявил мужество и отвагу, а также мастерство своего дела. 10 июня он точной наводкой и быстрой работой расчёта разбил 4 дзота, 2 землянки и 3 пулемётные точки противника сих расчётами. 13 июня, во время штурма господствующей высоты, огнём из орудия рассеял группу финских солдат, уничтожил 2 пулемёта. 22 июня, огнём с прямой наводки, с 8 выстрелов уничтожил подряд два пулеметных дзота, чем обеспечил беспрепятственное продвижение нашей пехоты.
Приказом по войскам 23 армии от 21 августа 1944 года (№ 339/н) младший сержант Андреев Анатолий Андреевич награждён орденом Славы 2-й степени.
В октябре 1944 года 281-я стрелковая дивизия был переброшена в Польшу, на 2-й Белорусский фронт, в район Наревского плацдарма. Здесь в январе 1945 года, начиная с прорыва обороны противника севернее Пултуска, участвовала в Восточно-Прусской операции. 31 января 1945 года совершает 40-километровый марш к городу Эльбинг (Восточная Пруссия, ныне город Эльблонг, Польша), участвовала в боях за город.
За время прорыва обороны противника в районе города Эльбинг, младший сержант Андреев метким огнём накрыл трёхорудийную батарею противника, расчистив путь советской пехоте. 6 февраля под миномётным огнём противника выкатил своё орудие на прямую наводку в артиллерийской дуэли со второго снаряда уничтожил противотанковое орудие противника вместе с прислугой. В этом бою был ранен, но с поля боя не ушёл. Продолжая вести огонь, разрушил 5 домов поразил свыше 20 засевших в них гитлеровцев. Был представлен к награждению орденом Славы 1-й степени.
В дальнейшем в составе своего полка принимал участие в Восточно-Померанский операции, в боях за город Данциг. В рамках Берлинской наступательной операции дивизия приняла участие в Штеттинско-Ростокской операции.
Указом Президиума Верховного Совета ССР от 26 июня 1945 года младший сержант Андреев Анатолий Андреевич награждён орденом Славы 1-й степени. Стал полным кавалером ордена Славы.
В октябре 1945 года старшина Андреев был демобилизован.
Жил в Ленинграде, работал плотником автопарка № 6 Василеостровского района. Трагически погиб 8 июля 1991 года. Похоронен на Ново-Волковском кладбище Санкт-Петербурга.

## Награды
- Медаль «За отвагу» (9.5.1942)[3]
- Орден Отечественной войны 1-й степени
- Орден Славы 1-й (26.06.1945), 2-й (21.08.1944) и 3-й (14.04.1944) степеней.